# Этвелл, Эми
Эми Этвелл (англ. Amy Atwell; род. 30 июня 1998 года, Перт, штат Западная Австралия, Австралия) — австралийская профессиональная баскетболистка, которая выступает в женской национальной баскетбольной ассоциации за клуб «Финикс Меркури». Она была выбрана на драфте ВНБА 2022 года в третьем раунде под общим двадцатым седьмым номером клубом «Лос-Анджелес Спаркс». Играет в амплуа атакующего защитника. Кроме этого выступает в женской национальной баскетбольной лиге за команду «Перт Линкс».
В составе национальной сборной Австралии она стала бронзовым призёром Олимпийских игр 2024 года в Париже и чемпионата Азии 2023 года в Австралии.

## Ранние годы
Эми родилась 30 июня 1998 года в городе Перт (штат Западная Австралия) в семье Рэя и Шелли Этвелл, у неё есть младший брат, Райан, и старшая сестра, Хейли, училась там же в колледже Пенрос, в котором выступала за местную баскетбольную команду.

## Студенческая карьера
Этвелл переехала на Гавайи в 2016 году, чтобы играть на студенческом уровне за команду «Гавайи Рейнбоу Вахини», но из-за травмы пропустила сезон 2016/2017, а дебютировала лишь в сезоне 2017/2018. В сезоне 2019/2020 она была признана лучшим шестым игроком конференции Big West и получила почётную награду Honorable Mention Big West. В сезоне 2020/2021 была включена во вторую сборную всех звёзд конференции Big West. В сезоне 2021/2022 Эми была признана игроком года и включена в первую сборную всех звёзд конференции Big West. Этвелл стала 23-м игроком «Рейнбоу Вахини», набравшим за карьеру более 1000 очков (1261), и заняла первое место команды по количеству реализованных трёхочковых бросков (205). В 2022 году она помогла «Рейнбоу Вахини» выиграть турнир конференции Big West, став самым ценным его игроком (MVP).

## Профессиональная карьера

### Женская НБА
В 2022 году Этвелл выставила свою кандидатуру на драфт ВНБА, на котором и была выбрана в третьем раунде под общим двадцатым номером командой «Лос-Анджелес Спаркс». В составе «Спаркс» Этвелл дебютировала 6 мая в победной встрече против «Чикаго Скай» (98:91 ОТ), а всего в сезоне 2022 она провела лишь четыре игры, набирая в среднем за матч по 0,8 очка, 0,5 подбора и 0,5 передачи, после чего 7 июня «Спаркс» от неё отказались.
В апреле 2024 года Этвелл получила приглашение в тренировочный лагерь клуба «Финикс Меркури», но не попала в основной состав команды. В сентябре того же года Эми вернулась в расположение «Меркури», подписав с клубом семидневный контракт, в котором 5 сентября дебютировала в игре против «Вашингтон Мистикс», набрав два очка за четыре минуты (77:90). Её контракт был продлён командой ещё на семь дней, а затем и на оставшуюся часть сезона до плей-офф. В итоге она провела шесть игр, набирая в среднем за матч по 2,5 очка, 1,0 подбора и 1,0 передачи. В феврале 2025 года Этвелл вновь получила приглашение в тренировочный лагерь «Меркури».

### Женская НБЛ
4 июня 2022 года Эми Этвелл подписала соглашение с командой женской национальной баскетбольной лиги «Перт Линкс» на стартующий в ноябре сезон 2022/2023, в котором она провела 23 игры, набирая в среднем 13,0 очка, 4,8 подбора и сделав 1,3 передачи.

## Карьера в национальной сборной
В составе национальной сборной Австралии она стала бронзовым призёром Олимпийских игр 2024 года в Париже и чемпионата Азии 2023 года в Австралии.